# 茲韋尼戈沃區

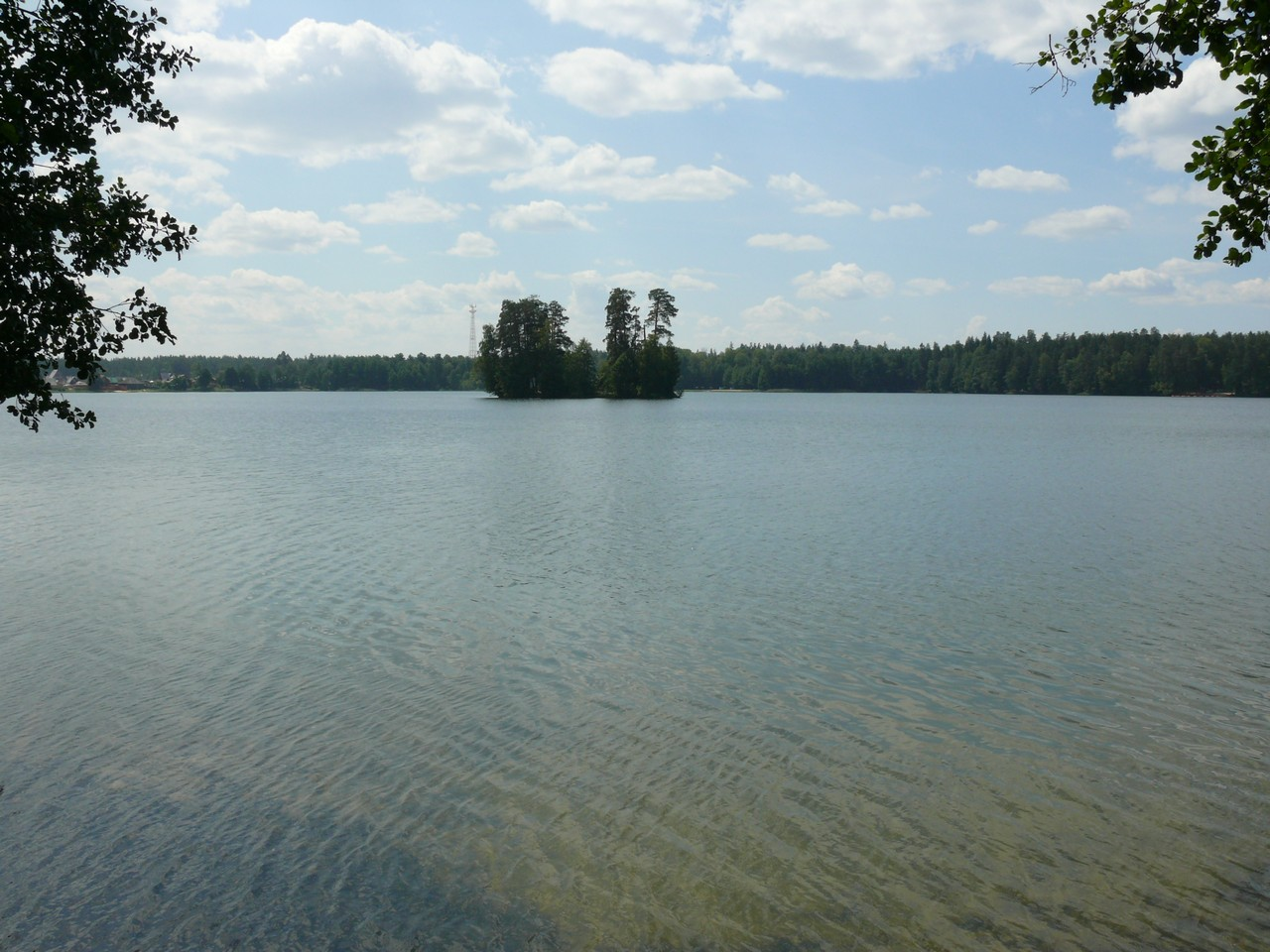

55°59′N 48°02′E / 55.983°N 48.033°E
茲韋尼戈沃區（俄语：Звениговский район），是俄羅斯的一個區，位於該國西部，由馬里埃爾共和國負責管轄，面積2,748平方公里，2010年人口44,976，人口密度每平方公里16.37人。